# Emre Kılınç
Emre Kılınç (nascut el 23 d'agost de 1994) és un futbolista professional turc que juga d'extrem al Galatasaray.

## Carrera professional
Emre va fitxar pel Sivasspor després de cinc temporades reeixides amb el Boluspor a la Primera Lliga de la TFF. Emre va fer el seu debut professional amb el Sivasspor en una derrota per 1-0 a la Süper Lig davant l'Akhisar Belediyespor el 12 d'agost de 2017.

### Galatasaray
Va signar un acord de quatre temporades amb el Galatasaray el 12 d'agost de 2020.

## Carrera internacional
Emre va debutar amb la selecció de futbol de Turquia en la victòria per 1-0 de la classificació per a la UEFA Euro 2020 contra Andorra el 7 de setembre de 2019.